# キタムラアラタ
キタムラアラタ（1971年 - ）は埼玉県出身の演出家、パフォーマンスアーティスト。NPO法人アンネフォール主宰。 明治大学劇団螺船、劇団俳優座研究生を経て、アンネフォールを創設。以降、同団体の作品のほとんどに、演出、脚本、制作、監修などのかたちでかかわっている。2000年度文化庁在外芸術家派遣員として、チェコ共和国に滞在。米国コネチカット州のイェール大学で学んだこともある。
現在は国際的な作品を作っている。

## 主な演出作品
- 「Huis Clos（出口なし）」, ジャン・ポール・サルトル作(1997)
- 「THE FOUR SEASONS」, アーノルド・ウェスカー作(2000)
- 「HARU」(2000)
- 「HN/ヘンナは宇宙人を愛してから5年間生理がこない！」(2003)
- 「BLASTED（爆風）」, サラ・ケイン作(2004)
- 「鳳人話」(2004)
- 「BUDDHA 12」, サダキチ・ハートマン作(2007)